# 로큰롤
로큰롤(rock 'n' roll)은 1940년대 후반부터 1950년대 초반에 생겨 미국에서 발전된 대중음악 장르로, 주로 아프리카계 미국인들의 블루스, 컨트리, 재즈, 가스펠 이 혼합된 형태이다. 로큰롤은 1930년대 컨트리와 1920년대 블루스 음반에서 토대를 이루었으나, 1950년대까지는 로큰롤이라는 이름이 존재하지 않았다. 애팔래치아 민요와 가스펠의 영향을 받은 재즈음악을 컨트리와 결합한 로커빌리는 초기의 로큰롤 양식이다.
"로큰롤(rock and roll)"이라는 말은 현재까지 적어도 두 가지 이상의 뜻이 있는데, 그 쓰임은 비슷하다. 아메리칸 헤리티지 사전(American Heritage Dictionary)과 메리엄 웹스터 사전(Merriam-Webster Dictionary) 모두 로큰롤을 "록음악"의 동의어로 정의하고 있으나 올워드닷컴은 그 중 특히 1950년대의 록음악을 가리키고 있다. 워낙 광범위하여 록 음악계에서는 의견이 분분하지만 구별을 두기 위해 본 문서에서는 올워드닷컴의 정의를 사용하기로 한다.
1940년대 후반 ~ 1950년대 초반의 초기 로큰롤을 살펴보면 주로 피아노나 색소폰이 리드악기로 사용되었다. 그러나 1950년대 후반으로 가면서 기타를 추가하거나 리드악기를 기타로 대체하는 형태를 띠게 되었다. 백비트 가 두드러지는 부기우기 블루스 리듬을 기본으로 하며, 후기에는 스네어드럼이 거의 빠짐없이 포함되었다. 클래식 로큰롤에서는 일반적으로 두 대의 전기기타(리드기타와 리듬기타), 더블베이스(1950년대 중반 이후), 전기베이스기타, 드럼을 사용한다.
1960년대에 로큰롤은 큰 인기를 끌기 시작했다. 전 세계를 사로잡은 로큰롤의 엄청난 인기는 사회의 다양한 분야에 영향을 끼쳤다. 프라이멀 스크림의 멤버 바비 길레스피는 척 베리가 "Hail, hail, rock and roll, deliver me from the days of old"라는 곡을 들고 나왔는데, 정말 제목 그대로 이루어지고 있었다. 척 베리는 로큰롤을 통해 범세계적인 영혼 해방의 물꼬를 텄다."라고 회고하였다. 로큰롤은 단순한 음악양식을 넘어 영화나 텔레비전 등을 통해 라이프스타일과 패션, 사고방식, 언어 등에도 영향을 주었다. 로큰롤은 다양한 하위장르를 만들어냈으나 초기의 백비트와 같은 특징을 가지지는 않는다. 현재는 이 하위장르들을 통칭 "록" 또는 "록음악"이라 부른다.

## 로큰롤의 기원
로큰롤의 기원에 대한 논쟁은 여전히 뜨겁다. 로큰롤의 발생지는 미국 남부 지방으로 알려져 있으며, 초기의 주요 로큰롤 활동이 가장 활발했던 지방이다. 이 지방에 살고 있던 유럽 이민자들과 아프리카 노예들의 두 토속적인 음악이 만나면서 로큰롤로 발전하게 되었다. 해방된 노예들과 그 자손들이 멤피스를 비롯하여 북으로는 뉴욕, 디트로이트, 시카고, 클리블랜드, 버팔로와 같은 도심으로 대거 이주하면서 전보다 더 많은 수의 흑인과 백인이 인접하여 살게 되었고, 결과적으로 서로의 음악을 접하며 패션 등을 모방하기 시작했다. 흑인과 백인의 음악이 혼합된 이 장르는 이른바 “문화적 충돌”에 앞장섰던 라디오방송국들을 통해 레코드판의 발달과 보급을 촉진하였고, 양 인종 모두가 다루던 재즈와 스윙 같은 음악들이 널리 퍼지게 되었다.
1940~1950년대의 원조 로큰롤은 “레이스 뮤직(과거 미국 흑인 레코드..등등을 인종차별적인 뜻으로 부르는 멸칭)”, “힐빌리 음악(후에 리듬 앤 블루스와 컨트리웨스턴 음악으로 불림)”이라 불렸다. 특히 영향을 준 장르는 재즈와 블루스, 부기우기, 컨트리, 포크, 가스펠이었다. 어떤 음악이 가장 중대한 영향을 끼쳤는가, 그리고 흑인 리듬 앤 블루스라는 이름으로 재탄생한 이 새로운 음악이 백인 시장 또는 흑백의 새로운 복합장르세계에서 어느 정도의 영향력을 가지는가에 대해 전문가들은 견해를 달리 한다.
1930년대의 재즈에서 특히 스윙은 백인 청중들이 열광했던 첫 흑인음악으로, 도시적인 춤곡을 기반으로 한 스윙 밴드와 함께 블루스의 영향을 받은 컨트리 스윙 밴드가 인기를 끌었다. 1940년대에는 재즈 기반에 색소폰 등의 관악기 사용이 늘었고, 호소력 짙은 가사, 부기우기 비트 등도 눈에 띈다. 제 2차 세계대전 당시에는 연료부족, 한정된 청중과 연주자들 등의 이유로 규모가 큰 밴드는 수입이 줄어 기타, 베이스기타, 드럼만을 사용하여 밴드의 규모를 축소하는 일이 많았다. 특히 서부 해안과 중서부 지역에서는 기타 리프와 독특한 비트, 호소력 있는 가사로 리듬 앤 블루스가 유행하면서 앞으로의 더 큰 발전 가능성을 예고했다.
전기기타와 앰프, 마이크, 45RPM 레코드가 활성화 된 직후 로큰롤은 기술력이 급변하는 시기를 맞이하였다. 음반산업 또한 변화를 겪었다. 대중의 입맛에 맞춘 아틀란틱, 선, 체스와 같은 독립레이블들이 늘어났고, 라디오에서도 이러한 레이블들의 음악을 자주 틀었다. 상대적으로 부유한 백인 청소년들이 이같은 음악을 들음으로써 로큰롤을 하나의 특정 장르로 정의, 발전을 이끌어냈다.
로큰롤을 상징하는 가수로는 엘비스 프레슬리, 버디 홀리, 로이 오비슨, 빌 헤일리, 칼 퍼킨스, 척 베리, 리틀 리처드, 진 빈센트, 에디 코크런, 리치 밸런스, 빅 바퍼 등이 있다.